# HD 130322
HD 130322 é uma estrela na constelação de Virgo. É uma estrela anã laranja de classe espectral K0V. Só pode ser observada com telescópio ou binóculos.
Em 1999, um planeta extrassolar foi descoberto orbitando HD 130322.